# Banana Fish
Banana Fish (estilizado em letras maiúsculas) é uma série de mangá japonesa escrita e ilustrada por Akimi Yoshida. Foi originalmente serializado de maio de 1985 a abril de 1994 na Bessatsu Shōjo Comic, uma revista que publica mangás shōjo. Ambientado principalmente na cidade de Nova York nos anos 80, a série acompanha o líder de gangue de rua Ash Lynx enquanto ele descobre uma conspiração criminosa envolvendo "banana fish", uma droga misteriosa que faz lavagem cerebral em seus usuários. No curso da investigação ele conhece Eiji Okumura, um assistente de fotógrafo japonês com quem ele cria um forte vínculo.
Os estilos visuais e narrativos de Banana Fish, caracterizados pela arte realista e narrativa focada na ação, representaram uma significante ruptura com os as ilustrações altamente estilizadas e histórias românticas focadas em fantasia que até então predominava nos mangás shōjo. Ao passo que a série fosse voltada para a audiência shōjo de garotas adolescentes e jovens adultas, seus temas e assuntos maduros atraíram público cruzado substancial de homens e mulheres adultas. Suas representações de homoerotismo nesse contexto maduro e orientado pela ação foram particularmente influentes no gênero boys' love. Banana Fish foi aclamada pelos críticos, os quais elogiaram sua história, diálogo e cenas de ação. É o trabalho de Yoshida mais sucedido comercialmente, com mais de 12 milhões de cópias de volumes da série em circulação até 2018.
Uma tradução em inglês da série foi publicada pela Viz Media, que também serializou Banana Fish através das suas revistas de mangá Pulp e Animerica Extra a partir de 1997, fazendo de Banana Fish uma das primeiras séries de mangá a alcançar um grande público nos Estados Unidos. A série recebeu múltiplas adaptações, entre elas uma série de anime de 24 episódios dirigida por Hiroko Utsumi e produzida pela MAPPA em 2018. A adaptação em anime foi transmitida pela programação Noitamina da Fuji TV e disponibilizada globalmente pela Amazon Prime Video, que transmitiu simultaneamente a série durante sua transmissão original.

## Enredo
A história principal do Banana Fish consiste em seis partes, publicadas em 19 volumes:
- Parte 1: "Prólogo" (volume 1)
- Parte 2: "O Mistério do Banana Fish" (volumes 1–6)
- Parte 3: "Contra-ataque de Ash" (volumes 7–11)
- Parte 4: "O Retorno do Golzine" (volumes 12–14)
- Parte 5: "A Batalha Final" (volumes 15–18)
- Parte 6: "Epílogo" (volumes 18-19)

### Parte 1: Prólogo
Durante a Guerra do Vietnã, em 1973, o soldado americano Griffin Callenreese atira em seu próprio esquadrão em um frenesi atordoado. Ele é subjugado quando Max Glenreed, um amigo e colega soldado, atira nas pernas; quando Griffin entra em colapso, ele fala as palavras "Banana Fish".

### Parte 2: O Mistério do Banana Fish
Doze anos depois, Griffin - agora severamente mentalmente incapacitado - é cuidado por seu irmão mais novo Ash, o líder de uma gangue de adolescentes de rua em Nova York. Uma noite, Ash encontra um homem mortalmente ferido que lhe dá um frasco de uma substância desconhecida e um endereço na Califórnia; o homem pronuncia as palavras "Encontre Banana Fish"
Ash começa a investigar "Banana Fish", embora seja impedido por Dino Golzine, um chefe da máfia da Córsega que preparou Ash como escravo sexual e herdeiro de seu império criminoso. No curso de sua investigação, Ash adquire vários aliados: Eiji Okumura e Shunichi Ibe, que viajaram do Japão para informar sobre gangues de rua; Shorter Wong, um líder de gangue que controla Chinatown; e Max Glenreed, a quem Ash encontra na prisão enquanto é detido por uma acusação de falso assassinato. Quando Griffin é baleado e morto em uma briga com os homens de Golzine, o grupo se propõe a resolver o mistério do "Banana Fish" juntos.
Ash e seus aliados viajam para o endereço na Califórnia, encontrando uma mansão ocupada por um homem revelado como sendo Yut-Lung Lee, o filho mais novo da maior família criminosa da China.  Mais tarde, eles encontram o verdadeiro ocupante da casa, um médico que informa que "peixe-banana" é uma droga não rastreável que faz lavagem cerebral em seus usuários.  Golzine pretende vender a droga ao governo dos Estados Unidos, que procura usá-la para derrubar governos comunistas na América do Sul .  O grupo é posteriormente capturado pelos homens de Golzine, que injetam Shorter com peixe de banana e o instruem a matar Eiji.  Quando Shorter implora a Ash para matá-lo em um último momento de lucidez, Ash atira nele e o mata.

### Parte 3: Contra-ataque de Ash
O grupo, com a ajuda das gangues de Ash e Shorter, escapou do complexo de Golzine.  Ash usa manipulação de ações para destruir o valor dos negócios legítimos de Golzine e retira US $ 50 milhões de suas contas, fazendo com que Golzine pareça ter desviado o dinheiro.  Golzine é forçado a deixar os Estados Unidos para responder aos seus superiores na França.
No vácuo de poder criado pela ausência de Golzine, Ash assegura promessas de neutralidade de Caim Blood, o chefe das gangues de rua do Harlem , e Sing Soo-Ling, que assumiu a gangue Chinatown.  Ele começa a eliminar metodicamente as gangues de rua afiliadas à Córsega, emergindo vitoriosas, mas gravemente feridas em uma batalha final.  Ele é colocado em uma clínica psiquiátrica para tratamento, que é revelado para ser financiado pela Unione Corse , que finge a morte de Ash para que eles possam usá-lo como um teste para observar os efeitos do peixe de banana em um cérebro vivo.  Ash é capaz de escapar da instalação, assim como Golzine retorna da Europa para reafirmar o controle da máfia corsa.

### Parte 4: O Retorno de Golzine
Yut-Lung, tendo usado peixe de banana para colocar seu irmão mais velho em estado vegetativo, entra em uma aliança com Golzine.  Yut-Lung elimina os co-conspiradores de Golzine no projeto de peixe de banana, enquanto Golzine elimina os outros membros do sindicato da família Lee, tornando os dois homens os líderes de facto das multidões da Córsega e da China.
Golzine e Yut-Lung contratam Blanca, uma assassina aposentada que treinou Ash, e ameaça matar Eiji, a menos que Ash retorne a Golzine e termine sua investigação sobre os peixes de banana.  Ash concorda com seus termos, aceitando que ele não pode derrotar Blanca, e se reúne com Golzine como seu conselheiro e filho adotado legalmente.  Em uma festa lançada por Golzine, Ash é resgatado por Eiji, com o apoio das gangues de Sing, Cain e Ash.

### Parte 5: A Batalha Final
Ash se retira para o Museu Americano de História Natural , embora Eiji e vários membros da gangue de Ash sejam capturados na perseguição que se seguiu.  Ash captura Yut-Lung e o libera em troca da liberdade dos reféns.
Ash e seus aliados mais tarde repelem um assalto de Eduardo Fox, um mercenário contratado por Golzine, apesar de vários membros de sua gangue terem sido capturados.  O grupo rastreia os prisioneiros até a clínica psiquiátrica onde Ash estava preso.  Em uma batalha climática, Fox e Golzine são mortos, e todas as evidências do projeto do peixe-banana são destruídas.

### Parte 6: Epílogo
Max publica uma investigação sobre o anel sexual infantil de Golzine na Newsweek , provocando um escândalo maciço em Washington que envolve múltiplos políticos.
Sing convence Yut-Lung para acabar com sua perseguição de Eiji e Ash.  Os dois concordam em trabalhar juntos para reafirmar o controle de Chinatown.
Ash, arruinado com a culpa pela violência a que ele expôs Eiji, cessa o contato com ele.  Eiji e Ibe retornam ao Japão, embora antes de sua partida Eiji confie uma carta para Ash cantar.  Na carta, Eiji diz que, embora ele entenda por que não consegue mais se ver, "minha alma está sempre com você".  Enquanto se distrai com a carta, Ash é esfaqueado por Lao Yen-Thai, o tenente de Sing, que nunca perdoou Ash por matar Shorter Wong.  Ash morre, sorrindo e segurando a carta de Eiji.

## Personagens

### Personagens principais
Ash Lynx (アッシュ・リンクス, Asshu Rinkusu)
Dublado por: Yuuma Uchida
O pseudónimo de Aslan Jade Callenreese (アスラン・ジェイド・カーレンリース, Asuran Jeido Kārenrīsu), um líder de dezessete anos de uma gangue de adolescentes em Nova York.  Anteriormente um escravo sexual, executor e herdeiro do império criminoso de Dino Golzine, Ash se juntou à máfia aos sete anos de idade, depois de fugir de sua casa em Cape Cod .  Ash rompe seu vínculo com Golzine para resolver o mistério do "banana fish", que levou seu irmão à insanidade no Vietnã.  Ash demonstra ter um extraordinário intelecto, carisma e previsão tática, além de ser um exímio atirador.  Sua aparência física é baseada em Stefan Edberg e, conforme a série avança, River Phoenix.
Eiji Okumura (奥村 英二, Okumura Eiji)
Dublado por: Kenji Nojima
Um estudante universitário japonês de dezenove anos e ex- saltador de vara, Eiji foi forçado a se aposentar prematuramente devido a uma lesão, e agora trabalha como assistente de Ibe.  Ele viaja para Nova York para completar um relatório sobre gangues de rua, onde ele se torna um confidente próximo de Ash.  Eiji é dócil e gentil, embora freqüentemente teimoso e ingênuo.  O profundo amor de Ash por Eiji é frequentemente explorado por seus inimigos, que intuem corretamente que a disposição de Ash de se sacrificar para proteger Eiji é sua única fraqueza.  A aparência de Eiji é baseada no ator Hironobu Nomura.

### Afiliados de Ash e Eiji
Shunichi Ibe (伊部 俊一, Ibe Shun'ichi)
Dublado por: Shinji Kawada
Um fotojornalista japonês que vem à cidade de Nova York para fazer um relatório sobre gangues de rua.
Max Lobo (マックス・ロボ, Makkusu Robo)
Dublado por: Hiroaki Hirata
O pseudônimo de Max Glenreed (マックス・グレンリード, Makkusu Gurenrīdo). Um veterano da Guerra do Vietnã, jornalista freelancer e ex-oficial do Departamento de Polícia de Nova York .  Implantado no mesmo pelotão como o irmão mais velho de Ash, Griffin, Ash inicialmente acusa Max pela doença mental de seu irmão, mas depois ele se torna um dos confidentes mais próximos de Ash em sua investigação ao "banana fish".  Sua aparência física é baseada em Harrison Ford .
Griffin Callenreese (グリフィン・カーレンリース, Gurifin Kārenrīsu)
Dublado por: Kazuhiro Fusegawa
Irmão mais velho de Ash.  Um veterano da Guerra do Vietnã, Griffin desenvolveu um transtorno mental severo, depois de ter sido usado como teste para o "banana fish".  Mais tarde morto em fogo cruzado advindo de um confronto com os homens de Golzine.
Alexis Dawson (アレクシス・ドースン, Arekushisu Dōsun)
Dublado por: Hidenari Ugaki
Um patologista da Universidade da Califórnia. Como estudante, ele e seu irmão Abraham acidentalmente criaram o "banana fish" enquanto tentavam sintetizar o LSD .
Jessica Randy (ジェシカ・ランディ, Jeshika Randi)
Dublado por: Rica Fukami
Uma jornalista e ex-mulher de Max.  Jessica acompanha o grupo de Ash durante a investigação sobre o "banana fish" e depois se junta ao grupo para a batalha final contra Golzine. Ela e Max reconciliam seu relacionamento no final da série.

### Mafia da Córsega
"Papa" Dino Golzine (ディノ・ゴルツィネ, Dino Gorutsine)
Dublado por: Unshō Ishizuka
Um dos líderes da Unione Corse que pretende expandir seu poder vendendo "banana fish" ao governo dos Estados Unidos.  Antigo patrono de Ash e pai adotivo, ele criou Ash desde criança para que o mesmo fosse seu escravo sexual e herdeiro de seu império criminoso.
Frederick Arthur (フレデリック・オーサー, Furederikku Ōsā)
Dublado por: Yoshimasa Hosoya
Um ex-membro vingativo e cruel da gangue de rua de Ash, que se alia a Golzine para usurpar Ash.
Abraham Dawson (エイブラハム・ドースン, Eiburahamu Dōson)
Dublado por: Yū Hayashi
O irmão mais novo de Alexis, que contrariou o desejo de seu irmão de destruir o "banana fish", e continua a desenvolver e transformar a droga da máfia Córsega em sua vida adulta.  Como médico durante a Guerra do Vietnã, ele testou o "banana fish" em soldados desconhecidos, incluindo Griffin.
Mannerheim (マナーハイム, Manāhaimu)
O diretor de um centro de saúde mental federal secretamente financiado pela Union Corse, que faz experiências com criminosos violentos para observar os efeitos do "banana fish".
Blanca (ブランカ, Buranka)
Dublado por: Toshiyuki Morikawa
O pseudônimo de Sergei Varishkov , um assassino cazaque e ex - tenente da KGB que desertou da União Soviética depois que sua esposa, uma dissidente política, foi assassinada.  Antes dos eventos da série, ele é empregado por Golzine para treinar Ash para que o mesmo se tornasse o herdeiro de Golzine.  Posteriormente, ele parte para o Caribe, mas é retirado de sua aposentadoria por Golzine para capturar Ash.  Um assassino altamente eficaz que obedientemente realiza qualquer contrato que lhe é designado, ele é contratado por Yut-Lung para assassinar Eiji, mas se recusa a fazê-lo e alia-se á gangue de Ash.
Eduardo L. Fox (エドアルド・L・フォックス, Edoarudo L Fokkusu)
Dublado por: Kenyu Horiuchi
Um mercenário sádico e ex-membro da Legião Estrangeira Francesa , contratado por Golzine para capturar Ash.

### Mafia chinesa
Yut-Lung Lee (李月龍, Rī Yuerun)
Dublado por: Jun Fukuyama
O filho mais novo da família Lee, a maior família criminosa da China.  Possuindo um conhecimento enciclopédico de ervas e venenos, alia-se a Golzine para determinar a composição química do "banana fish".  Yut-Lung possui um profundo ressentimento em relação a seus irmãos, que estupraram e assassinaram sua mãe concubina e os deportam.  Ele é hostil em relação a Ash e Eiji e freqüentemente tenta capturar e assassinar o último.
Shorter Wong (ショーター・ウォン, Shōtā Won)
Dublado por: Makoto Furukawa
Um líder de gangue chinês-americano que controla Chinatown .  Um amigo próximo e aliado de Ash, os dois se conheceram na prisão juvenil.  Shorter é muito sociável, em contraste com o estoicismo de Ash.  Ele é injetado com "banana fish" pelos homens de Golzine e é ordenado a matar Eiji, no entanto o mesmo fora morto por Ash antes de concluir a ordem que recebeu.
Sing Soo-Ling (シン・スウ・リン, Shin Sū Rin)
Dublado por: Shoya Chiba
Um garoto americano de quatorze anos que assume o controle da gangue Chinatown após a morte de Shorter. Ele se torna um relutante aliado de Ash, depois de inicialmente culpá-lo pela morte de Shorter. Embora exteriormente infantil e despreocupado, ele é um estrategista e líder habilidoso.
Lao Yen-Thai (ラオ・イェン・タイ, Rao Yen Tai)
Dublado por: Sōma Saitō
O meio irmão de Sing. Embora Sing perdoe Ash por matar Shorter, Lao continua a desconfiar dele e se ressente ao notar o respeito de Sing para com Ash na guerra de gangues em curso. Na cena final da história, Lao apunhala e mata Ash.

### Gangues de rua
Alex (アレックス, Arekkusu)
Dublado por: Haruki Ishiya
O segundo em comando na gangue de Ash.
Skip (スキップ, Sukippu)
Dublado por: Ayumu Murase
Um menino afro-americano e membro da gangue de Ash. Assassinado em um confronto com os homens de Golzine.
Bones (ボーンズ, Bōnzu)
Dublado por: Masato Niwa
Um tenente da gangue de Ash designado para proteger Eiji.
Kong (コング, Kongu)
Dublado por: Takahiro Sumi
Um tenente da gangue de Ash designado para proteger Eiji.
Cain Blood (ケイン・ブラッド, Kein Buraddo)
Dublado por: Kenta Miyake
O líder do Black Sabbath, uma gangue afro-americana que controla o Harlem. Embora inicialmente neutro, ele depois se alia a Ash em suas batalhas contra Arthur e Golzine.

### Departamento de Polícia de Nova York
Jenkins (ジェンキンズ, Jenkinzu)
Dublado por: Mitsuru Ogata
Um detetive de homicídios diabéticos designado para investigar as mortes causadas pelo "banana fish".
Charlie Dickenson (チャーリー・ディキンソン, Chārī Dikinson)
Dublado por: Yōji Ueda
Um detetive de homicídios. Um amigo de Max, os dois se conheceram em uma academia de polícia. Em um relacionamento amoroso com Nadia, a irmã mais velha de Shorter Wong.

## Mídias

### Mangá
O Banana Fish foi publicado pela primeira vez em maio de 1985 em uma edição suplementar do Shōjo Comic, e foi publicado até abril de 1994. A série foi coletada no Japão como dezenove tankōbon e onze bunkobon publicada por Shogakukan, que também publicou um livro de arte oficial intitulado Angel Eyes, bem como Rebirth: The Banana Fish Official Guidebook.
A editora norte-americana VIZ Media licenciou duas edições de uma tradução em inglês. O primeiro, publicado a partir 1999 a 2002 e que abrange os primeiros sete volumes, características capotou arte e censura alguns palavrões. A segunda, publicada de 2004 a 2007 e abrangendo os 19 volumes completos, é impressa no formato original da direita para a esquerda e inclui um script re-traduzido. A série foi adicionalmente impressa em ambas as revistas de manga já extintas da Viz, Pulp e Animerica Extra.  Em 2018, logo após o lançamento da adaptação do anime de Banana Fish, Viz anunciou planos para reimprimir a série.
| Nº | Lançamento no Japão    | ISBN Japonês       | Lançamento em Inglês                                                    | ISBN em Inglês                                                    |
| -- | ---------------------- | ------------------ | ----------------------------------------------------------------------- | ----------------------------------------------------------------- |
| 1  | 15 de Dezembro de 1986 | ISBN 4-09-132451-7 | 8 de Janeiro de 1999 (original) 3 de Março de 2004 (relançamento)       | ISBN 978-1569313206 (original) ISBN 978-1569319727 (relançamento) |
| 2  | 26 de Janeiro de 1987  | ISBN 4-09-132452-5 | 6 de Março de 1999 (original) 5 de Maio de 2004 (relançamento)          | ISBN 978-1569313695 (original) ISBN 978-1569319734 (relançamento) |
| 3  | 26 de Março de 1987    | ISBN 4-09-132453-3 | 8 de Dezembro de 1999 (original) 17 de Agosto de 2004 (relançamento)    | ISBN 978-1569314388 (original) ISBN 978-1591161066 (relançamento) |
| 4  | 26 de Julho de 1987    | ISBN 4-09-132454-1 | 8 de Março de 2001 (original) 19 de Outubro de 2004 (relançamento)      | ISBN 978-1569315446 (original) ISBN 978-1591161332 (relançamento) |
| 5  | 26 de Novembro de 1987 | ISBN 4-09-132455-X | 9 de Janeiro de 2002 (original) 14 de Dezembro de 2004 (relançamento)   | ISBN 9781569316733 (original) ISBN 978-1591164173 (relançamento)  |
| 6  | 26 de Maio de 1988     | ISBN 4-09-132456-8 | 13 de Fevereiro de 2002 (original) 28 de Janeiro de 2005 (relançamento) | ISBN 978-1569316955 (original) ISBN 9781591164180 (relançamento)  |
| 7  | 15 de Dezembro de 1988 | ISBN 4-09-132457-6 | 13 de Novembro de 2002 (original) 19 de Abril de 2005 (relançamento)    | ISBN 978-1569318430 (original) ISBN 978-1591164197 (relançamento) |
| 8  | 26 de Julho de 1989    | ISBN 4-09-132458-4 | 7 de Junho de 2005                                                      | ISBN 978-1591164203                                               |
| 9  | 26 de Outubro de 1989  | ISBN 4-09-132459-2 | 24 de Agosto de 2005                                                    | ISBN 978-1591168638                                               |
| 10 | 26 de Julho de 1990    | ISBN 4-09-132460-6 | 11 de Outubro de 2005                                                   | ISBN 978-1421500485                                               |
| 11 | 26 de Outubro de 1990  | ISBN 4-09-133531-4 | 13 de Dezembro 2005                                                     | ISBN 978-1421501345                                               |
| 12 | 25 de Abril de 1991    | ISBN 4-09-133532-2 | 7 de Fevereiro de 2006                                                  | ISBN 978-1421502601                                               |
| 13 | 26 de Outubro de 1991  | ISBN 4-09-133533-0 | 11 de Abril de 2006                                                     | ISBN 978-1421503905                                               |
| 14 | 26 de Maio de 1992     | ISBN 4-09-133534-9 | 13 de Junho de 2006                                                     | ISBN 978-1421505244                                               |
| 15 | 26 de Outubro de 1992  | ISBN 4-09-133535-7 | 8 de Agosto de 2006                                                     | ISBN 978-1421505251                                               |
| 16 | 26 de Abril de 1993    | ISBN 4-09-133536-5 | 10 de Outubro de 2006                                                   | ISBN 978-1421505268                                               |
| 17 | 26 de Outubro de 1993  | ISBN 4-09-133537-3 | 11 de Janeiro de 2007                                                   | ISBN 978-1435222939                                               |
| 18 | 26 de Março de 1994    | ISBN 4-09-133538-1 | 13 de Fevereiro de 2007                                                 | ISBN 978-1421508764                                               |
| 19 | 26 de Setembro de 1994 | ISBN 4-09-133539-X | 10 de Abril de 2007                                                     | ISBN 978-1421508771                                               |

### Histórias paralelas
Um total de cinco histórias paralelas foram publicadas.  No Japão, essas histórias foram coletadas em um único bunkobon intitulado Another Story , enquanto o 19º volume da tradução em inglês da VIZ Media inclui Angel Eyes e Garden of Light .

#### Menino Voa no Céu
Originalmente publicado em 1984 - um ano antes da publicação do Banana Fish - Fly Boy in the Sky conta a história de como Ibe e Eiji se conheceram.  Durante uma competição de salto em altura, Eiji tenta e falha em um salto complicado.  Ibe, assistindo a uma transmissão televisiva, está impressionado com o desempenho, mas percebe que Eiji parece estar deprimido.  Ibe procura Eiji para entrevistá-lo e fotografar seus saltos para uma exposição.
Durante a entrevista, Eiji fala sobre como ele caiu em uma crise profissional.  Quando eu pergunto a Eiji por que ele parece triste quando ele compete, ele responde que é porque não sente nada quando pula.  Ao ver as fotos que Ibe tirou do salto de Eiji, os dois homens observam que o que Eiji está realmente sentindo é uma sensação de ausência de peso; Eu observo que a felicidade no rosto de Eiji parece uma "bola dirigida para casa no céu".

#### Ura Banana
Uma história cômica onde Ash e Eiji discutem a correspondência de fãs que a série recebeu com o criador Akimi Yoshida.

#### Opinião Privada
Um prequel que conta a história de como Blanca e Ash se conheceram. Golzine, em busca de um professor particular para quebrar o lado rebelde de Ash, chantageia Blanca para que tome Ash sob sua tutela. Inicialmente, Blanca está convencida de que Ash é muito violento e indisciplinado para ser treinado. Quando ele encontra Ash depois que ele foi espancado e agredido sexualmente por um dos homens de Golzine, Blanca decide que ele irá proteger Ash, ensinando-o a lutar. Blanca conclui que a linha cruel de Ash decorre de ter sido privado de amor e que somente encontrando o amor seu verdadeiro potencial será liberado.

#### Olhos de anjo
Um prequel que conta a história de como Ash e Shorter Wong se conheceram. Ash é admitido na prisão juvenil quando Golzine se recusa a postar sua fiança, onde ele é feito companheiros de cela com Shorter. Pouco depois da chegada de Ash, começam a circular rumores de que Arthur colocou um assassino na prisão. Shorter suspeita que o assassino seja Ash, depois de observá-lo sozinho lutando contra Ricardo e Frankie, dois prisioneiros aparentemente visando Ash por estupro na prisão. Ash diz a Shorter que ele sabia que Frankie era um assassino enviado por Arthur para matá-lo; Sabendo que estar sob a proteção de outro detento iria complicar qualquer tentativa contra sua vida, Ash fez sexo com Ricardo para forçar Frankie a se mover.  Quando Shorter diz a Ash que sua manipulação não o faz melhor do que as pessoas que ele odeia, Ash ataca, embora o incidente o leve a se abrir para Shorter.  Quando Shorter é libertado da prisão vários meses depois, Ash alegremente o despede como um amigo; Shorter observa que foi a primeira vez que ele viu Ash rir e que o rosto de Ash quando ele sorria era "angelical".

#### Jardim da Luz
Um post-script conjunto sete anos os eventos de peixe de banana , jardim da luz segue Akira Ibe, sobrinha de Shunichi Ibe, como ela visita a cidade de Nova York.  Ela fica com Eiji, agora um fotógrafo talentoso que vive em Greenwich Village , enquanto se prepara para um grande show na galeria.  Eiji permaneceu amigo íntimo de Sing, agora um estudante na CUNY que continua a comandar a máfia chinesa com Yut-Lung.  Enquanto visualiza os álbuns de fotos de Eiji, Akira observa que há várias imagens ausentes marcadas com a letra "A".  Akira descobre que estas são fotos de Ash, e é contada a história da morte de Ash e seu relacionamento com Eiji.  Eiji tira suas fotografias de Ash do armazenamento e coloca um retrato de Ash em sua galeria.

### Anime
O Banana Fish foi adaptado em uma série de anime de 24 episódios produzida pelo MAPPA e dirigida por Hiroko Utsumi, que foi ao ar no programa Noitamina da Fuji TV e no Amazon Prime Video de 5 de julho a 20 de dezembro de 2018. A série foi produzida como parte de um projeto de comemoração para marcar o 40º aniversário da estreia de Yoshida como artista de mangá. A adaptação revê o cenário da série dos anos 80 até os dias atuais, acrescentando referências modernas como smartphones , e substituindo a Guerra do Vietnã pela Guerra do Iraque .

### Outras adaptações
Uma adaptação de rádio foi produzida pela NHK em 1996, apresentando Kazuhiko Inoue como a voz de Eiji e Tohru Furusawa como a voz de Ash. A adaptação foi lançada em CD como BANANA FISH Part 1-3 .
A novelização de Banana Fish, escrita por Endou Aki, foi publicada em 1998 pela KSS Comic Novels.  Intitulado Banana Fish: Memoir of Max Lobo , a série de quatro volumes conta a história do mangá da perspectiva de Max.
Uma adaptação teatral de Banana Fish , dirigida por Akira Furukawa e com roteiro de Kanno Shintaro, foi produzida em 2012 pela companhia de teatro EXILE.

## Recepção e legado

Logotipo do anime

Banana Fish recebeu aclamação crítica e comercial e vendeu mais de 11 milhões de cópias. Em uma pesquisa "Fifty Best Manga", realizada pela revista Comic Link em 1998, a Banana Fish ficou em primeiro lugar.
Embora publicado e comercializado como um mangá de shōjo (meninas), o enredo denso de Banana Fish, o diálogo pesado e as extensas sequências de ação o levaram a atrair uma considerável base de fãs do sexo feminino e masculino.   Quando sindicado na revista norte-americana Pulp, foi comercializado como uma série seinen (homens adultos jovens). Frederik L. Schodt identifica o Banana Fish como "um dos mangás de poucas garotas que um japonês adulto de sangue-vermelho pode admitir ler sem corar. Yoshida, ao aderir às convenções das histórias em quadrinhos de meninas em sua ênfase no amor gay masculino, tornou isso possível ao evitar flores e olhares em favor de traços fortes e ousados, cenas de ação e linhas de velocidade."

### Representação da homossexualidade
Banana Fish é considerado um trabalho influente no gênero de Yaoi e é frequentemente classificado como tal. Embora a relação central entre Ash e Eiji nunca seja descrita como abertamente romântica ou sexual, a série tem sido elogiada por Schodt por sua representação positiva de relacionamentos entre pessoas do mesmo sexo. A amizade romântica de Ash e Eiji foi descrita por Carl Gustav Horn, editor da tradução em inglês de Banana Fish: 
Não há nada de errado com os mangás que fazem erotismo e provocam seu foco, mas se você quiser fazer do personagem e da narrativa de seu foco, eu acho que você tem que mostrar um pouco de autodisciplina como um criador. Se você fizer isso, você também pode obter efeitos mais profundos do que se você fosse apenas para o serviço de fãs e emoções fáceis. Eu acho que alguns fãs do Banana Fish argumentariam que o relacionamento de Ash e Eiji acaba sendo muito mais romântico porque Yoshida coloca a ênfase nas lutas que eles enfrentam juntos, não nos aconchega.
 O sexo masculino-masculino na série é limitado exclusivamente a atos de violência sexual e estupro, embora os críticos tenham elogiado a representação da série de estupro como universalmente negativa e traumática, contrastando o tema comum da fantasia de estupro em yaoi.